# Zero Records
Nacido en 1996 Zero Records fue un sello discográfico español independiente de rock que trabajó con muchos grupos. Entre ellos, cabe destacar Hamlet, Barón Rojo Sôber, Skunk D.F., Coilbox, Elecktra, Lagartija Nick o Kannon. Además distribuyó compañías internacionales en España como Epitaph, Grita!  o Metal Blade. 
Después de ser adquirido por Tipo, el sello se inclinó más por el rap que se estaba haciendo en España en el 2002.
El sello discográfico dejó de existir en el año 2006

## Artistas
Compañía independiente madrileña nacida en 1996 que siempre se caracterizó por su apuesta por el talento, el rock y una postura vanguardista (fue la primera compañía española por apostar por internet y la libre circulación de canciones en la red. prueba de ello fue "Imbecil.com" de MCD, además de muchos otros proyectos). El sello nació con Hamlet y su álbum "Revolución 12.111" al que le siguieron sus otros grandes discos como "Insomnio", "Sanatorio de muñecos" (comprado de su anterior compañía Romilar-D Records también fundada por su dueño original, Juan Hermida)... Adicionalmente la compañía distribuyó algunos de los más importantes sellos internacionales como Epitaph (Offspring, NOFX, Bad Religion, Rancid...), Metal Blade o sellos nacionales más modestos. 
Muchos artistas pasaron por el roster de Zero Récords de diferentes géneros: Sôber, Latino Diablo, Kabuto Jr,  Barricada, Banda Jachis, La Polla Records, Avalanch, Valhalla, Básico, Lagartija Nick, Gérmenes, La Frontera, Kannon, Boikot, Second Silence, Sindicato del Crimen, Dismal, Obligaciones, Elecktra, Amimishock, Skunk DF, Coilbox, JLS, Barón Rojo, Cicatriz, M.C.D., Parabellum, Indras, Dead Stoned, La Vacazul, Species, B-Violet, Fuckop Family, entre muchos otros. Zero Records fue adquirida por "Tiendas Tipo" en 2001 dando un giro en sus planteamientos originales. Actualmente el sello no existe.

## Enlaces
- Tipo
- https://www.computerworld.es/economia-digital/zero-records-vende-en-la-red
- https://www.discogs.com/es/label/90155-Zero-Records-3
- https://www.hispasonic.com/foros/grupo-bilbao-vende-mas-discos-regalandolos/13313
- http://www.noticiasdot.com/publicaciones/2003/0503/2205/noticias220503/noticias220503-22.htm
- http://www.sonicwavemagazine.com/lagartija-nick%20-recordando-el-origen-hipnotico_section_10523.html
- http://www.xtec.cat/centres/b7003306/skalido/hamlet.html
- https://www.mondosonoro.com/entrevistas/explorando-el-espacio/
- https://indyrock.es/arias.htm

- Datos: Q6171319